# Орловский фронт
Орловский фронт — оперативное объединение Красной Армии во время Великой Отечественной войны, просуществовавщее всего один день, будучи переименованным в Брянский фронт.

## История
Орловский фронт был создан 27 марта 1943 года на основании директивы Ставки ВГК от 24 марта 1943 года путём переименования Курского фронта.
В состав фронта вошли:
3-я и
61-я общевойсковые армии;
15-я воздушная армия.
28 марта 1943 года на основании директивы Ставки ВГК от 28 марта 1943 года переименован в Брянский фронт.

## Командующий
Генерал-полковник М. А. Рейтер (27 марта 1943 года — 28 марта 1943 года)